# 吴琳 (演奏家)
吴琳（1979年—），辽宁营口人，中央民族乐团箜篌演奏家，中国音乐家协会箜篌协会副会长。

## 生平
1979年，吴琳出生于辽宁省营口市的一个音乐世家。6岁开始学习古筝，先后师从左长安和杨娜妮。1991年，先后在沈阳音乐学院附属中等音乐学校和沈阳音乐学院随乐平秋教授学习箜篌和竖琴。1996年，吴琳到美国西雅图第六届世界竖琴大会“青年音乐会”演奏竖琴。1996年，在美国奥林匹亚世界民族竖琴大会箜篌专场音乐会演奏箜篌，随后决定将箜篌演奏作为人生事业。1999年，在捷克布拉格第七届世界竖琴大会上演出箜篌独奏、重奏音乐会。
2001年初，吴琳在北京大学及中央音乐学院演出全转调箜篌音乐会，得到中央民族乐团的关注。2001年大学本科毕业后，被吸收进入中央民族乐团。2002年，吴琳在民族交响音乐会“中华乐府画廊”中演奏箜篌与乐队《忆》。吴琳经常在北京的音乐会上独奏和重奏箜篌，并曾在中国音乐学院和中央音乐学院举行独奏音乐会。北京电视台《七色光》节目曾播出吴琳的箜篌独奏和专访。2008年，在荷兰阿姆斯特丹第十届竖琴大会上演奏箜篌独奏音乐会。2014年，在国家大剧院举办“空谷幽兰”个人箜篌专场音乐会。2016年，在法国巴黎“Harpes au Max”国际竖琴艺术节上演箜篌独奏音乐会。还曾在卡内基音乐厅、林肯中心、约翰·肯尼迪表演艺术中心、维也纳金色大厅等地进行演出。
2018年起，吴琳担任中央音乐学院箜篌专业教师、硕士研究生导师。2020年起，担任四川音乐学院箜篌研究生导师。此外，她还担任中国音乐家协会箜篌学会副会长、中国民族管弦乐学会箜篌专业委员会常务副会长等职。2022年7月，中牟县文化广电旅游体育局邀请吴琳作为中牟箜篌传承人的主讲老师。

## 作品
吴琳首演的箜篌与乐队作品有：王丹红《伎乐天》、刘长远《空谷幽兰》、何占豪《清照情怀》、关乃忠《第一箜篌协奏曲》、陈能济《浴火凤凰》、陈思昂曲《日月光华》、王丹红编配《春江花月夜》古曲、唐建平曲《忆》等。
吴琳出版有《风华国韵-清明上河图》、《不雨亦潇潇》、《箫的叙说》、《袍修罗兰》等箜篌专辑。

## 荣誉
2018年6月12日，吴琳获得第七届华乐论坛暨“新绎杯”颁发的“杰出民乐演奏家（弹拨乐、打击乐）”奖，成为首个获得这个奖项的箜篌演奏家。

## 备注
1. ↑  后成为箜篌首席[5]